# Terre desolate
Terre desolate (The Dark Tower III: The Waste Lands) è il terzo romanzo fantasy della serie La Torre Nera scritto da Stephen King. La prima stampa del libro fu un'edizione limitata con copertina rigida e illustrata a colori da Ned Dameron, pubblicata nell'agosto 1991 da Donald M. Grant. Il libro è stato ristampato nel 2003 in coincidenza con l'uscita di I lupi del Calla. Il sottotitolo di questo romanzo è Redenzione.

## Trama

### Shardik e il Vettore
La storia inizia molte settimane, o mesi, dopo la fine di La chiamata dei tre: Roland, Susannah e Eddie sono andati a est dalle coste del mare Occidentale, inoltrandosi nella foresta di Fuori-Mondo. Roland ha cominciato ad addestrare i due come pistoleri. I tre si scontrano con l'enorme orso cyborg Shardik, uno dei dodici guardiani. Il gigantesco orso è impazzito per colpa di una malattia che ha colpito i suoi tessuti biologici e gli ha infestato il corpo di vermi bianchi. Il cyborg attacca l'accampamento dei protagonisti mentre Roland e Susannah si stanno allenando poco lontano. L'orso costringe Eddie a rifugiarsi su un albero fino al sopraggiungere dei compagni quando Susannah, a cavalcioni sulle spalle di Roland, spara all'antenna sulla testa di Shardik.
I tre quindi raggiungono la tana dell'orso e Roland spiega ai compagni varie cose: i dodici guardiani sono dodici animali-cyborg costruiti da una popolazione iper-tecnologica vissuta secoli prima e distrutta da una guerra quando "il mondo andò avanti", espressione ripetuta durante tutta la serie e che indica un insieme di trasformazioni e sconvolgimenti. Spiega che i dodici guardiani proteggono altrettanti portali e che questi portali sono disposti a cerchio ai limiti del mondo e indicano sei "Vettori", linee che reggono e fanno orientare i vari mondi e che nel caso del Tutto-mondo si congiungono alla Torre Nera. A causa dello sfasamento dei Vettori il mondo di Roland si sta disfacendo e la strada tra i tre e la Torre aumenta costantemente tanto che Roland afferma di aver impiegato venti anni per percorrere mille miglia. Inoltre i Vettori indicano varie porte tra i mondi. L'aumento della distanza, determinato dai Vettori, crea il disfacimento e la distruzione del mondo di Roland.
A questo punto i tre cominciano a seguire la linea del Vettore, chiaramente distinguibile per gli effetti che ha sul paesaggio e sul mondo, incamminandosi verso la Torre Nera.

### Il ritorno di Jake
Intanto Jake, il compagno di viaggio di Roland nel primo libro, non è morto perché il suo assassino, Jack Mort, è stato ucciso da Roland prima di commettere l'omicidio di Jake. Quindi, sia Roland che Jake, dai due mondi cominciano a sprofondare in un delirio psichico dovuto al fatto che entrambi ricordano due versioni della propria storia: una in cui Jake giunge nel mondo del pistolero dopo essere stato ucciso da Mort e di conseguenza le sue avventure insieme a Roland fino all'abbandono alla morte sotto le montagne come narrato ne L'ultimo cavaliere e una in cui tutto ciò non si è mai verificato. Sentono delle voci che gli dicono di essere connessi tra loro pur non ricordandosi l'uno dell'altro. Roland spiega a Eddie e Susannah, che, quando si è svegliato sulla spiaggia del Mare Occidentale, ha raccolto la mandibola dello scheletro di Walter, morto da più di cent'anni. Gettando la mandibola in un fuoco il gruppo ottiene il calco di una chiave. Eddie, riprendendo una sua passione giovanile, inizia a intagliare nel legno la chiave che si scoprirà avere la capacità di calmare i dolori del pistolero.
Entrati nel Medio-Mondo i tre avvistano da lontano la grande città di Lud e proseguendo il loro cammino incontrano un cerchio di pietre. Eddie intuisce che esso è il punto da cui potranno riportare Jake nel loro mondo visto che anche il ragazzo, entrato a sua volta in possesso di una chiave, seguendo le indicazioni delle voci è scappato di casa (portandosi dietro una pistola appartenente all'anaffettivo padre Elmer, un libro sugli indovinelli senza risposte e un libro per bambini su un treno rosa chiamato Charlie Ciu-ciu) e si sta dirigendo verso una casa stregata di New York seguendo una versione bambina dello stesso Eddie in compagnia del fratello Henry. A questo punto i tre decidono di affrontare il cerchio di pietre ben sapendo che esso è abitato da un demone. Sotto una pioggia torrenziale, mentre Eddie si occupa di disegnare una porta nel terreno fangoso del cerchio, Roland e Susannah dovranno tenere a bada il demone lasciando uno dei due a farsi stuprare da esso a seconda che si presenti di sesso maschile o femminile.
Puntualmente il demone si presenta ed, essendo di sesso maschile, Susannah, pervasa della personalità di Detta Walker, comincia a fare sesso con lui.
Jake una volta entrato nella casa stregata deve cercare di sfuggire allo spirito malvagio dell'abitazione che si materializza sotto forma di un mostro uscito dalle pareti. Alla fine sia Jake che Eddie riescono ad aprire le porte dei propri mondi con le rispettive chiavi e Roland riesce a salvare il ragazzo traendolo nel proprio mondo e scagliando il demone del cerchio nella casa infestata. Con il gruppo in salvo Roland promette a Jake di non abbandonarlo più.
Roland spiega al gruppo che loro sono un ka-tet, un gruppo di persone legate dallo stesso destino: i membri di un ka-tet sono collegati tra loro (possono leggere i propri pensieri) e possono prevedere il futuro, inoltre le azioni che compiono (gettare la mandibola, intagliare il legno) sono espressioni del loro destino (ka) che gli ordina cosa fare.

### Crocefiume
Ripreso il cammino lungo il Vettore il gruppo, e in particolare Jake, viene avvicinato da un Bimbolo che poco dopo diventa l'animale da compagnia del ragazzo e ribattezzato Oy.
Il gruppo arriva quindi alla cittadina apparentemente deserta di Crocefiume. Presto scoprono che l'aspetto malandato da cittadina fantasma che ha il paese è in realtà uno stratagemma degli abitanti (un gruppo di anziani) per evitare di attirare l'attenzione di briganti. I vecchi abitanti del paese rimangono impressionati da Roland e dal suo essere un pistolero in quanto supponevano che non ne esistessero più. Il gruppo fa quindi la conoscenza di Zia Talitha la più anziana del posto e a capo del paese. Tutti quanti consumano un lauto pasto ospiti dei vegliardi e dopo il pranzo si fanno narrare la storia di Lud fino alla sua conquista per mano di David Quick, un "principe fuorilegge", che radunò le ultime armate nel mondo e attaccò la città con le poche armi che gli rimanevano. Jake chiede informazioni riguardo alla presenza di un treno ancora in funzione e gli anziani parlano al gruppo di Blaine il Mono, un treno monorotaia velocissimo che insieme al treno gemello Patricia viaggiava da e per Lud.
Dopo aver finito di parlare il gruppo si rimette in viaggio consapevole di dover salire su Blaine (che Jake capisce essere il Charlie Ciu-Ciu del suo libro) per poter attraversare le Terre Desolate (un grande appezzamento di territorio inquinato da radiazioni e molto pericoloso, impossibile da attraversare a piedi) e accorciare velocemente la grande distanza che li separa dalla Torre e che si va espandendo per colpa della degenerazione del mondo che altera lo spazio. Zia Talitha regala a Roland un crocefisso ingiungendogli di deporlo alla base della Torre Nera.
Il gruppo avvicinandosi alla città ha modo di incontrare l'aereo Focke-Wulf di inizi novecento con cui David Quick si è schiantato e ha perso la vita.

### Lud e Blaine il Mono
Arrivati alla città Roland e compagnia notano come il treno Patricia sia finita nel vicino fiume precipitando da un ponte ferroviario. A questo punto per accedere a Lud devono attraversare una versione molto pericolante di quello che sembra il George Washington Bridge. Mentre avviene ciò Oy rischia di cadere portandosi dietro Jake slanciatosi per salvarlo. Una volta portati in salvo i due, il gruppo si trova davanti un uomo di nome Gasher che ha approfittato del momento per avvicinarsi. L'uomo, visibilmente prossimo alla morte per via di una malattia che lo deturpa, minaccia con una granata innescata di far crollare il ponte con tutti loro sopra se non gli venisse consegnato Jake. Roland si vede costretto a cedere ma subito dopo si lancia all'inseguimento.
Il gruppo a questo punto si divide. Roland guidato dall'olfatto di Oy si inoltra nei cunicoli sotterranei pieni di trappole di Lud nel tentativo di salvare Jake. Eddie e Susannah si dirigono invece alla Culla di Blaine che riescono a svegliare solo per scoprire trattarsi di un treno computerizzato super-tecnologico la cui intelligenza artificiale è completamente impazzita. Attirandolo con degli indovinelli, Eddie e Susannah lo convincono ad aiutare Roland e Jake.
Jake nel frattempo è stato portato al cospetto di Tick-Tock (pseudonimo di Andrew Quick discendente di David Quick) sadico e folle capo dei Grigi di Lud interessato alla conoscenze tecnologiche di Jake. Grazie all'intervento di Roland e Oy, il ragazzo riesce a liberarsi di Tick-Tock uccidendolo mentre il pistolero uccide tutti i suoi uomini. A questo punto Blaine avvia la sequenza di distruzione della città tramite il rilascio di gas letale e guida il trio in superficie dove il ka-tet si ricongiunge. Tutti si vedono costretti a salire su Blaine per aver salva la vita dall'imminente distruzione.
Una volta a bordo di Blaine, il treno giustifica il crudele atto con la noia suscitatagli dagli abitanti di Lud e spiega il processo di degenerazione che aveva colpito in maniera diversa lui e l'altro treno Patricia. Blaine stufo dei lamenti di Patricia l'aveva spinta a suicidarsi. Blaine quindi annuncia di volersi schiantare al termine del tragitto con a bordo i pistoleri se questi non riusciranno a batterlo in una gara di indovinelli prima dell'arrivo al capolinea.
Il libro finisce con Blaine e il ka-tet di Roland lanciati attraverso le terre desolate, un deserto radioattivo pieno di animali mutanti e antiche rovine, in direzione di Topeka, il capolinea, mentre nel frattempo l'enigmatico straniero senza età resuscita Tick-Tock e lo convince a servirlo.

## Caratteristiche

### I Dodici Portali e i Guardiani
I Dodici Guardiani hanno il compito di difendere i Dodici Portali. Ogni Guardiano è accoppiato con il Guardiano posto all'altro capo del Vettore, e al punto in cui tutti i Vettori si incrociano si erge la Torre Nera. I Guardiani sono citati in molte scene, la prima è quella in cui Roland spiega a Eddie e Susannah Dean cosa era Shardik e cosa conosce dei Vettori, un'altra volta è quando Eddie e Susannah si avvicinano alla Culla di Lud, e infine, Uccello e Lepre, sono elencati nella poesia che Roland e Susan Delgado (la sua ragazza) si declamano l'un l'altro occasionalmente: 'Orso e Lepre e Pesce e Uccello...'.
Shardik fu creato dalla North Central Positronics Ltd che poteva essere connessa alla misteriosa Sombra Corp.
Le coppie sono:
- Orso - Tartaruga
- Cavallo - Cane
- Topo - Pesce
- Elefante - Lupo
- Leone - Aquila
- Lepre - Pipistrello

### La Rosa
Si suppone che la Rosa sia la manifestazione fisica della Torre Nera nel Dove e nel Quando di Jake. Dovrebbe essere notato che mentre Eddie e Susannah sembrano arrivare dallo stesso dove, alcune apparenze possono ingannare.

## Edizioni
- Stephen King, Terre desolate, traduzione di Tullio Dobner, Sperling & Kupfer, 1992,  p. 541, ISBN 88-200-1442-4.
- Stephen King, Terre desolate, traduzione di Tullio Dobner, Sperling & Kupfer, 2003,  p. 438, ISBN 88-8274-590-2.
- Stephen King, Terre desolate, traduzione di Tullio Dobner, Sperling & Kupfer, 2014,  p. 440, ISBN 978-88-6836-246-1.
- Stephen King, Terre desolate, traduzione di Tullio Dobner, Sperling & Kupfer, 2017,  p. 452, ISBN 9788868363680.